# Euripus Mons
L'Euripus Mons è una struttura geologica della superficie di Marte.